# Manade Laurent
Pour les articles homonymes, voir Laurent.
La manade Laurent est un élevage de taureaux de Camargue, fondée en 1944, par Paul Laurent. Les couleurs de sa cocarde sont le blanc, le vert et le rouge. Sa devise et son nom figurent sur la liste des manades de Camargue . Le fondateur de cet élevage est passé à la postérité à Beaucaire dont les arènes portent le nom : arènes Paul Laurent

## Historique

### Paul Laurent
Né le 10 octobre 1905 à Beaucaire, Paul Laurent fait ses débuts comme éleveur de moutons au mas d'Assac, à Beaucaire, dans la propriété familiale.
Gardian amateur, il fait la connaissance d'Henri Aubanel par l'intermédiaire de Justin Bonnafoux. Aubanel, devenu un ami, lui vend 25 vaches issues du bétail de la manade Baroncelli, ce qui lui permet de créer sa propre manade en 1944. Il l'installe d'abord au mas d'Assac, puis au domaine des Marquises, à Salin-de-Giraud, à la fin de la Seconde Guerre mondiale. Il prend également Bonnafoux à son service, lequel emploie le cocardier Vovo pour étoffer le cheptel.
Directeur de arènes de Beaucaire qui portent son nom de nos jours, à partir de 1947, il s'associe à deux journalistes, Georges Thiel et Marius Gardiol, pour créer en 1952 un championnat de course camarguaise : le Trophée taurin camarguais. Il a également dirigé les arènes de Lunel, Châteaurenard, Nîmes, Arles et les arènes des Saintes-Maries-de-la-Mer. Il acquiert le surnom de « Pape de la bouvine ». Il meurt en 1989.

### Henri Laurent
La manade a été ensuite dirigée conjointement avec son fils, Henri Laurent, puis par lui seul à partir des années 1980. Il dirige la quasi-totalité des « grandes arènes » jusqu'à l'apparition des régies municipales.
De 1963 à 1964, il est capitaine de la Confrérie des gardians.
Avec son épouse Annie, il crée au domaine des Marquises un « lieu de réception de grande qualité », où défilent les célébrités. Il préside l'Association des manadiers en 2001. En 2008, il est fait chevalier de la Légion d'honneur.

### Patrick Laurent
Son propre fils, Patrick Laurent, lui succède. La manade a dû faire face à un ordre d'abattage sanitaire total en 2005, car l'élevage était atteint de tuberculose. Mais le cheptel a pu être reconstitué grâce à du sperme des étalons Lion et Téflon. Les nouveaux taureaux de la manade Laurent sont ressortis à Aigues-Vives en 2009 avec ce jour-là  les futures vedettes de la Royale actuelle tels que Troubadour, Cassius ou encore Quovadis. 

## Palmarès
Le cocardier Tigre remporte le Biòu d'or en 1959 et 1960.
Il sera suivi par Caraque en 1962, Loustic en 1965, 1966 et 1967, Gardon en 1974, Goya en 1976, Fidelio en 1985, Filou en 1987, Banco en 1990 et Rubis en 1997.
Jupiter remporte le biou d'or 2018